# Africactenus decorosus
Africactenus decorosus är en spindelart som först beskrevs av L. des Arts 1912.  Africactenus decorosus ingår i släktet Africactenus och familjen Ctenidae. Inga underarter finns listade i Catalogue of Life.